# Cristian Insaurralde
Cristian Manuel Insaurralde (Resistencia, Provincia del Chaco, Argentina; 20 de julio de 1991) es un futbolista argentino que también cuenta con nacionalidad paraguaya. Juega como delantero y su primer equipo fue River Plate. Actualmente milita en Unión Española de la Primera División de Chile.

## Trayectoria
Insaurralde nacido en Villa Mercedes, de padres paraguayos, realizó todas las categorías inferiores de River Plate, junto a compañeros como Germán Pezzella, Mauro Díaz, Santiago Gallucci Otero y los hermanos Rogelio y Ramiro Funes Mori con quieres compartió camarín en la primera de River Plate cuando su técnico era Matías Almeyda. Para la temporada 2011/12, en River, volvieron jugadores de experiencia como Fernando Cavenaghi y Alejandro Domínguez quienes expresaron sus deseos de volver al club para ayudarlo a volver a la Primera División. Días después llegaron caras nuevas como Carlos Sánchez, Martín Aguirre, Lucas Ocampos, Ezequiel Cirigliano, Ramiro Funes Mori, César González, Luciano Abecasis, Luciano Vella y Agustín Alayes para afrontar la primera temporada de River en la Primera B Nacional. En el año 2012, el campeonato fue muy disputado hasta la última fecha. River se mantuvo puntero durante la mayor parte del torneo, pero nunca logró despegarse de sus principales competidores Instituto de Córdoba, Rosario Central y Quilmes, llegando todos con chances hasta el final del campeonato. En la última fecha el equipo conducido por Matías Almeyda logra la vuelta a la Primera División tras ganarle a Almirante Brown por 2-0 con goles de David Trezeguet. El Millonario finalizó con un total de 73 puntos (20 PG, 13 PE y 5 PP), 66 goles a favor y 28 en contra y se adjudicó el torneo, con un punto más que Quilmes, su escolta, sin embargo Insaurralde se coronó campeón del torneo sin tener participación. Después de esa temporada es cedido a Quilmes quien tenía de técnico a Omar De Felippe, debutó en el cervecero y en el fútbol profesional en un partido contra Atlético Rafaela ingresando en el minuto 76 por Leandro Díaz, de ahí solo jugó 5 partidos en la Primera División de Argentina.
En la temporada 2013/14 después de su paso por Quilmes parte a Club Sportivo Belgrano para volver a jugar en la Primera B Nacional que tenía de adiestrador a Carlos Mazzola, en el equipo jugó casi todos los partidos logrando una gran temporada y participación en el equipo marcando 3 tantos a Ferro Carril Oeste, Almirante Brown y Villa San Carlos. Su mejor actuación fue en año 2015 en el cual juega casi 35 partidos con el técnico Arnaldo Sialle convirtiendo 5 goles y una de las figuras del equipo.
Luego de su destacada temporada es fichado por O'Higgins que juega en la Primera División de Chile, siendo esta su primera salida al extranjero y con un contrato por 3 temporadas. En ese período "Gary" recordó su difícil infancia en Argentina y la decisión de irse a vivir solo a los 11 años para poder dedicarse al fútbol, lo que marcó el espíritu de resistencia que lo ha acompañado en toda su carrera.
Para el segundo semestre del año 2017 se concreta su fichaje al club Cerro Porteño donde se consagra campeón del Torneo Clausura 2017, siendo su primer título como profesional.  A mediados de 2018, es transferido al América de México donde se consagró campeón del Apertura 2018 y posteriormente, la Copa MX 2019.
En 2022, luego de años de para e inestabilidad laboral producto de malos manejos dirigenciales de Newell's Old Boys, firmó por el histórico Cobreloa de Chile, club con el que consiguió el Campeonato de la Primera B y el ascenso a la Primera División del fútbol chileno, además de las semifinales de la Copa Chile. Insaurralde marcó de "palomita" a los 96 minutos de juego el definitivo 2 a 1 del partido final contra Rangers de Talca el 15 de octubre de 2023. Para la mayoría de los especialistas deportivos, Cristián Insaurralde fue el jugador más valioso del campeonato del ascenso y el mejor de la planilla de Cobreloa.

## Estadísticas
- Actualizado al 15 de agosto de 2025

| Club                        | Div.                | Temporada           | Liga  | Liga  | Copa nacional | Copa nacional | Copa internacional | Copa internacional | Total | Total |
| Club                        | Div.                | Temporada           | Part. | Goles | Part.         | Goles         | Part.              | Goles              | Part. | Goles |
| --------------------------- | ------------------- | ------------------- | ----- | ----- | ------------- | ------------- | ------------------ | ------------------ | ----- | ----- |
| Quilmes Argentina           | 1.ª                 | 2012/13             | 6     | 0     | —             | —             | —                  | —                  | 6     | 0     |
| Quilmes Argentina           | Total               | Total               | 6     | 0     | 0             | 0             | 0                  | 0                  | 6     | 0     |
| Sportivo Belgrano Argentina | 2.ª                 | 2013/14             | 21    | 3     | —             | —             | —                  | —                  | 21    | 3     |
| Sportivo Belgrano Argentina | 2.ª                 | 2014                | 12    | 0     | —             | —             | —                  | —                  | 12    | 0     |
| Sportivo Belgrano Argentina | 2.ª                 | 2015                | 35    | 5     | 1             | 0             | —                  | —                  | 36    | 5     |
| Sportivo Belgrano Argentina | Total               | Total               | 68    | 8     | 1             | 0             | 0                  | 0                  | 69    | 8     |
| O'Higgins · Chile           | 1.ª                 | 2015/16             | 17    | 3     | —             | —             | —                  | —                  | 17    | 3     |
| O'Higgins · Chile           | 1.ª                 | 2016/17             | 26    | 15    | 2             | 0             | 4                  | 0                  | 32    | 15    |
| O'Higgins · Chile           | Total               | Total               | 43    | 18    | 2             | 0             | 4                  | 0                  | 49    | 18    |
| Cerro Porteño Paraguay      | 1.ª                 | 2017                | 13    | 1     | —             | —             | —                  | —                  | 13    | 1     |
| Cerro Porteño Paraguay      | 1.ª                 | 2018                | 12    | 2     | —             | —             | 4                  | 1                  | 16    | 3     |
| Cerro Porteño Paraguay      | Total               | Total               | 25    | 3     | 0             | 0             | 4                  | 1                  | 29    | 4     |
| América · México            | 1.ª                 | 2018/19             | 6     | 1     | 4             | 0             | —                  | —                  | 10    | 1     |
| América · México            | Total               | Total               | 6     | 1     | 4             | 0             | 0                  | 0                  | 10    | 1     |
| Newell's Argentina          | 1.ª                 | 2018/19             | 6     | 0     | —             | —             | —                  | —                  | 7     | 0     |
| Newell's Argentina          | 1.ª                 | 2019/20             | 4     | 1     | —             | —             | —                  | —                  | 4     | 1     |
| Newell's Argentina          | 1.ª                 | 2020                | —     | —     | —             | —             | —                  | —                  | 0     | 0     |
| Newell's Argentina          | Total               | Total               | 10    | 1     | 1             | 0             | 0                  | 0                  | 11    | 1     |
| Unión Argentina             | 1.ª                 | 2021                | 4     | 1     | 7             | 0             | —                  | —                  | 11    | 1     |
| Unión Argentina             | Total               | Total               | 4     | 1     | 7             | 0             | 0                  | 0                  | 11    | 1     |
| Estudiantes (RC) Argentina  | 2.ª                 | 2022                | 1     | 0     | —             | —             | —                  | —                  | 1     | 0     |
| Estudiantes (RC) Argentina  | Total               | Total               | 1     | 0     | 0             | 0             | 0                  | 0                  | 1     | 0     |
| Atenas · Uruguay            | 2.ª                 | 2022                | 6     | 0     | —             | —             | —                  | —                  | 6     | 0     |
| Atenas · Uruguay            | Total               | Total               | 6     | 0     | 0             | 0             | 0                  | 0                  | 6     | 0     |
| Cobreloa · Chile            | 2.ª                 | 2023                | 25    | 8     | 6             | 4             | —                  | —                  | 31    | 12    |
| Cobreloa · Chile            | 1.ª                 | 2024                | 22    | 6     | 3             | 0             | —                  | —                  | 25    | 6     |
| Cobreloa · Chile            | Total               | Total               | 47    | 14    | 9             | 4             | 0                  | 0                  | 56    | 18    |
| Unión La Calera · Chile     | 1.ª                 | 2025                | 13    | 2     | 7             | 0             | —                  | —                  | 20    | 2     |
| Unión La Calera · Chile     | Total               | Total               | 13    | 2     | 7             | 0             | 0                  | 0                  | 20    | 2     |
| Unión Española · Chile      | 1.ª                 | 2025                | 3     | 1     | —             | —             | —                  | —                  | 3     | 1     |
| Unión Española · Chile      | Total               | Total               | 3     | 1     | 0             | 0             | 0                  | 0                  | 3     | 1     |
| Total en su carrera         | Total en su carrera | Total en su carrera | 232   | 49    | 31            | 4             | 8                  | 1                  | 271   | 54    |
| 1. 2. 3.                    |                     |                     |       |       |               |               |                    |                    |       |       |

## Palmarés

### Campeonatos nacionales
| Título          | Club          | País     | Año  |
| --------------- | ------------- | -------- | ---- |
| Torneo Clausura | Cerro Porteño | Paraguay | 2017 |
| Torneo Apertura | América       | México   | 2018 |
| Copa MX         | América       | México   | 2019 |
| Primera B       | Cobreloa      | Chile    | 2023 |

### Distinciones individuales
| Distinción                                                   | Año  |
| ------------------------------------------------------------ | ---- |
| Mejor jugador de la Primera B de Chile en la Gala Crack Easy | 2023 |